# マユリカとおねだりフルーツジッパー
『マユリカとおねだりフルーツジッパー』は、2024年4月4日（3日深夜）から2025年3月27日（26日深夜）まで、テレビ朝日で毎週木曜（水曜深夜）2:15 - 2:34（JST）に放送されたバラエティ番組。マユリカとFRUITS ZIPPERの冠番組。
生粋の“お兄ちゃん芸人"であるマユリカが、毎回FRUITS ZIPPERからの無茶な“おねだり”に応えつつさまざまな企画に体当たりで挑戦していく番組である。2024年8月14日には、番組初となる公開イベント「マユリカとおねだりフルーツジッパーLive～ねぇねぇねぇ! 真夏のおねだり祭り～」も開催された。

## 出演者
- マユリカ（阪本・中谷）
- FRUITS ZIPPER	（仲川瑠夏・鎮西寿々歌・真中まな・月足天音・櫻井優衣・松本かれん・早瀬ノエル）

ナレーション
- 野村真季（テレビ朝日アナウンサー）

## ネット局と放送時間
| 放送対象地域 | 放送局             | 系列           | 放送日時                     | ネット状況 | 備考  |
| ------------ | ------------------ | -------------- | ---------------------------- | ---------- | ----- |
| 関東広域圏   | テレビ朝日（EX）   | テレビ朝日系列 | 木曜 2:15 - 2:34（水曜深夜） | 制作局     |       |
| 新潟県       | 新潟テレビ21（UX） | テレビ朝日系列 | 火曜 0:50 - 1:15（月曜深夜） | 遅れネット | [ 3 ] |

## スタッフ
- 構成：平田喜之、戸田直樹
- カメラ：阿部安秀
- 音声：植松一哉
- 照明：池谷祐介
- 美術：高崎絵織
- 美術進行：野口香織
- CG：上本学（ONE）
- テロップデザイン：三宅朝陽
- ロゴデザイン：キシモトチサト
- 音響効果：古川市郎
- 編集：玉置謙一
- MA：米川実希
- 編成：岡村地郎・沢登孝介（テレビ朝日）
- 宣伝：津久井美樹（テレビ朝日）
- デスク：奥田利加子（テレビ朝日）
- 美術協力：テレビ朝日クリエイト
- 技術協力：セッターズ、共立ライティング、TSP
- 制作協力：トップシーン
- AP：多田圭花、宮﨑浩子、向井美科
- AD：岩名美月、中瀬勝大、宗岡宏樹
- ディレクター：下村彩人、玉田康人、竹内卓也
- PD：竹原信太郎（テレビ朝日）
- プロデューサー：小泉哲朗・山地里加（トップシーン）
- ゼネラルプロデューサー：新田良太（テレビ朝日）
- 制作：テレビ朝日ビジネスソリューション本部 編成局第1制作部
- 制作著作：テレビ朝日